# Hemiscyllium freycineti
Hemiscyllium freycineti är en hajart som först beskrevs av Jean René Constant Quoy och Joseph Paul Gaimard 1824.  Hemiscyllium freycineti ingår i släktet Hemiscyllium och familjen Hemiscylliidae. IUCN kategoriserar arten globalt som nära hotad. Inga underarter finns listade i Catalogue of Life.